# Sergej Sobjanin
Sergej Semjonovič Sobjanin (rusky Серге́й Семёнович Собя́нин) (* 21. června 1958 Ňaksimvol, SSSR) je ruský politik ze strany Jednotné Rusko, od roku 2010 moskevský starosta, kdy nahradil Jurije Lužkova.

## Život
Sobjanin vystudoval technický institut v Kostromě a poté pracoval jako strojník v Čeljabinsku. Zde také v letech 1982–1984 působil v Komsomolu. V roce 1984 byl čeljabinským městským výborem Komsomolu vyslán do obce Kogalymu (od roku 1985 město), kde začal kariéru ve státní správě. V roce 1991 byl zvolen starostou Kogalymu.
Od roku 2010 je starostou Moskvy.
V červenci 2022 byl Sobjanin přidán na sankční seznam Evropské unie.

### Osobní život
Sobjanin je ženatý a má dvě dcery.